# Lijst van Rangers Strike-kaarten
Onderstaande lijst bevat een overzicht van de kaarten uit het ruilkaartspel Rangers Strike.
De kaarten worden uitgegeven in verschillende pakjes genaamd “Legends”.
- Legend 1: "Rebirth of Heroes" (英雄の再誕 Eiyuu no Saitan): het eerste pak waarmee het spel werd geïntroduceerd.
- Legend 2: "Two Dark Knights" (二人の黒騎士 Futari no Kuro Kishi): het tweede pak waarmee de "Dark Alliance" categorie werd geïntroduceerd.
- Legend 3: "Three Existing Lions" (三界の獅子 Sangai no Shishi): het derde pak dat ook de zeldzaamste kaarten bevatte.
  - Thundering Wings: DaiTanken Deck: bevat een kaart van Boukengers’ DaiTanken.
  - Silver Adventurer: BoukenSilver Deck: bevat een kaart van BoukenSilver.
- Legend 4: "Awakening of Four Leaders" (四雄の覚醒 Shiyuu no Kakusei): introduceerde de powerups.

## Legend 1: "Rebirth of Heroes"
| No.    | Kaartnaam                               | Serie                      | Categorie        | Zeldzaamheid | Ontwerper                     |
| ------ | --------------------------------------- | -------------------------- | ---------------- | ------------ | ----------------------------- |
| RS-001 | Goranger Storm                          | Himitsu Sentai Goranger    | Earth Technology | R            | Shotaro Ishinomori            |
| RS-002 | Jacker Hurricane                        | J.A.K.Q. Dengekitai        | Earth Technology | R            | Shotaro Ishinomori            |
| RS-003 | Battle Dance                            | Battle Fever J             | Earth Technology | R            | K2 Shoukai                    |
| RS-004 | Denji Machine                           | Denshi Sentai Denjiman     | Over-Technology  | R            | Ryu Noguchi                   |
| RS-005 | Land Hurricane                          | Taiyou Sentai Sun Vulcan   | Earth Technology | R            | Ryu Noguchi                   |
| RS-006 | Rhythmic Gymnastic Action               | Dai Sentai Goggle V        | Earth Technology | R            | Ryu Noguchi                   |
| RS-007 | Dynamite Power                          | Kagaku Sentai Dynaman      | Earth Technology | R            | Ryu Noguchi                   |
| RS-008 | Super-Electron Brain                    | Choudenshi Bioman          | Over-Technology  | R            | Ryu Noguchi                   |
| RS-009 | Power Bazooka                           | Dengeki Sentai Changeman   | Earth Technology | R            | Ryu Noguchi                   |
| RS-010 | Prism Power                             | Choushinsei Flashman       | Over-Technology  | R            | Joe Yanagi                    |
| RS-011 | Aura Power                              | Hikari Sentai Maskman      | Mystic Arms      | R            | Koji Nakakita                 |
| RS-012 | Scientific Power of the Science Academy | Choujuu Sentai Liveman     | Earth Technology | R            | M Ganzy                       |
| RS-013 | Seelon's Light                          | Kousoku Sentai Turboranger | Earth Technology | R            | Koji Nakakita                 |
| RS-014 | Five Tector                             | Chikyuu Sentai Fiveman     | Earth Technology | R            | Joe Yanagi                    |
| RS-015 | Birdonic Wave                           | Choujin Sentai Jetman      | Earth Technology | R            | F.M.U                         |
| RS-016 | Dino Story                              | Kyouryuu Sentai Zyuranger  | Wild Beast       | R            | M Ganzy                       |
| RS-017 | Chi Power                               | Gosei Sentai Dairanger     | Mystic Arms      | R            | Toshiaki Takayama             |
| RS-018 | Hidden Style Ninjutsu                   | Ninja Sentai Kakuranger    | Mystic Arms      | R            | Shin Nagasawa                 |
| RS-019 | Super-Power                             | Chouriki Sentai Ohranger   | Mystic Arms      | R            | Koji Nakakita                 |
| RS-020 | Car Magic Power                         | Gekisou Sentai Carranger   | Over-Technology  | R            | Hisashi Murakami              |
| RS-021 | Cyber Slider                            | Denji Sentai Megaranger    | Earth Technology | R            | Toshiaki Takayama             |
| RS-022 | Earth Power                             | Seijuu Sentai Gingaman     | Wild Beast       | R            | OKOME                         |
| RS-023 | Super Rescue                            | Kyuukyuu Sentai GoGo-V     | Earth Technology | R            | Mitsuhiro Arita               |
| RS-024 | Press Freeze                            | Mirai Sentai Timeranger    | Over-Technology  | R            | As'Maria                      |
| RS-025 | Gao Soul                                | Hyakujuu Sentai Gaoranger  | Wild Beast       | R            | Shin Nagasawa                 |
| RS-026 | Hurricane Style Super-Ninpou            | Ninpuu Sentai Hurricanger  | Mystic Arms      | R            | Shin Nagasawa                 |
| RS-027 | Dino Guts                               | Bakuryuu Sentai Abaranger  | Wild Beast       | R            | K2 Shoukai                    |
| RS-028 | Judgment                                | Tokusou Sentai Dekaranger  | Over-Technology  | R            | As'Maria                      |
| RS-029 | The Magic of Courage                    | Mahou Sentai Magiranger    | Mystic Arms      | R            | Yuichi Maekawa                |
| RS-030 | Adventure                               | GoGo Sentai Boukenger      | Earth Technology | R            | Yuichi Maekawa                |
| RS-031 | Vul Eagle                               | Taiyou Sentai Sun Vulcan   | Earth Technology | R            | funbolt                       |
| RS-032 | Vul Shark                               | Taiyou Sentai Sun Vulcan   | Earth Technology | R            | funbolt                       |
| RS-033 | Vul Panther                             | Taiyou Sentai Sun Vulcan   | Earth Technology | R            | funbolt                       |
| RS-034 | Daizyujin                               | Kyouryuu Sentai Zyuranger  | Wild Beast       | SR           | Naochika Morishita            |
| RS-035 | Guardian Beast Tyrannosaurus            | Kyouryuu Sentai Zyuranger  | Wild Beast       | N            | Naochika Morishita            |
| RS-036 | Guardian Beast ZyuMammoth               | Kyouryuu Sentai Zyuranger  | Wild Beast       | N            | Naochika Morishita            |
| RS-037 | Guardian Beast Triceratops              | Kyouryuu Sentai Zyuranger  | Wild Beast       | N            | Naochika Morishita            |
| RS-038 | Guardian Beast SaberTiger               | Kyouryuu Sentai Zyuranger  | Wild Beast       | N            | Naochika Morishita            |
| RS-039 | Guardian Beast Pteranodon               | Kyouryuu Sentai Zyuranger  | Wild Beast       | N            | Naochika Morishita            |
| RS-040 | Mammoth Ranger                          | Kyouryuu Sentai Zyuranger  | Wild Beast       | N            | Naochika Morishita            |
| RS-041 | Tiger Ranger                            | Kyouryuu Sentai Zyuranger  | Wild Beast       | N            | Naochika Morishita            |
| RS-042 | Dekaranger Robo                         | Tokusou Sentai Dekaranger  | Over-Technology  | SR           | Shishizaru                    |
| RS-043 | Pat Striker                             | Tokusou Sentai Dekaranger  | Over-Technology  | N            | Joe Yanagi / Tsuyoshi Noguchi |
| RS-044 | Pat Gyrer                               | Tokusou Sentai Dekaranger  | Over-Technology  | N            | Joe Yanagi / Tsuyoshi Noguchi |
| RS-045 | Pat Railer                              | Tokusou Sentai Dekaranger  | Over-Technology  | N            | Joe Yanagi                    |
| RS-046 | Pat Armor                               | Tokusou Sentai Dekaranger  | Over-Technology  | N            | Tsuyoshi Noguchi              |
| RS-047 | Pat Signal                              | Tokusou Sentai Dekaranger  | Over-Technology  | N            | Joe Yanagi / Tsuyoshi Noguchi |
| RS-048 | Blue Racer                              | Gekisou Sentai Carranger   | Over-Technology  | N            | Hisashi Murakami              |
| RS-049 | Green Racer                             | Gekisou Sentai Carranger   | Over-Technology  | N            | Hisashi Murakami              |
| RS-050 | Abarenoh                                | Bakuryuu Sentai Abaranger  | Wild Beast       | SR           | K2 Shoukai                    |
| RS-051 | Blastasaur Tyrannosaurus                | Bakuryuu Sentai Abaranger  | Wild Beast       | N            | K2 Shoukai                    |
| RS-052 | Blastasaur Triceratops                  | Bakuryuu Sentai Abaranger  | Wild Beast       | N            | K2 Shoukai                    |
| RS-053 | Blastasaur Pteranodon                   | Bakuryuu Sentai Abaranger  | Wild Beast       | N            | K2 Shoukai                    |
| RS-054 | AbaRed                                  | Bakuryuu Sentai Abaranger  | Wild Beast       | N            | K2 Shoukai                    |
| RS-055 | AbareBlue                               | Bakuryuu Sentai Abaranger  | Wild Beast       | N            | K2 Shoukai                    |
| RS-056 | MagiDragon                              | Mahou Sentai Magiranger    | Mystic Arms      | SR           | Naochika Morishita            |
| RS-057 | MagiRed                                 | Mahou Sentai Magiranger    | Mystic Arms      | N            | Yuichi Maekawa                |
| RS-058 | MagiYellow                              | Mahou Sentai Magiranger    | Mystic Arms      | N            | Yuichi Maekawa                |
| RS-059 | MagiBlue                                | Mahou Sentai Magiranger    | Mystic Arms      | N            | Yuichi Maekawa                |
| RS-060 | MagiPink                                | Mahou Sentai Magiranger    | Mystic Arms      | N            | Yuichi Maekawa                |
| RS-061 | MagiGreen                               | Mahou Sentai Magiranger    | Mystic Arms      | N            | Yuichi Maekawa                |
| RS-062 | BoukenRed                               | GoGo Sentai Boukenger      | Earth Technology | SR           | NAKAGAWA                      |
| RS-063 | BoukenBlack                             | GoGo Sentai Boukenger      | Earth Technology | N            | funbolt                       |
| RS-064 | BoukenBlue                              | GoGo Sentai Boukenger      | Earth Technology | N            | Tsuyoshi Noguchi              |
| RS-065 | BoukenYellow                            | GoGo Sentai Boukenger      | Earth Technology | N            | F.M.U                         |
| RS-066 | BoukenPink                              | GoGo Sentai Boukenger      | Earth Technology | N            | Masaki Hirooka                |
| RS-067 | Plasma Energy                           | Taiyou Sentai Sun Vulcan   | Earth Technology | N            | Ryu Noguchi                   |
| RS-068 | The Energy of Earth and Space           | Dai Sentai Goggle V        | Earth Technology | N            | Ryu Noguchi                   |
| RS-069 | Lightning and Gravity Energy            | Kagaku Sentai Dynaman      | Earth Technology | N            | Ryu Noguchi                   |
| RS-070 | MagiKing                                | Mahou Sentai Magiranger    | Mystic Arms      | SR           | Shishizaru                    |

## Legend 2: "Two Dark Knights"
| No.    | Kaartnaam                 | Serie                     | Categorie        | Zeldzaamheid | Ontwerper          |
| ------ | ------------------------- | ------------------------- | ---------------- | ------------ | ------------------ |
| RS-071 | Eggs of Hydrar Soldiers   | Dengeki Sentai Changeman  | Dark Alliance    | N            | K2 Shoukai         |
| RS-072 | Infinite Chain Card       | Kyuukyuu Sentai GoGo-V    | Dark Alliance    | N            | Yuichi Maekawa     |
| RS-073 | Sun Vulcan Robo           | Taiyou Sentai Sun Vulcan  | Earth Technology | N            | Koji Nakakita      |
| RS-074 | Cosmo Vulcan              | Taiyou Sentai Sun Vulcan  | Over-Technology  | N            | Koji Nakakita      |
| RS-075 | Bull Vulcan               | Taiyou Sentai Sun Vulcan  | Earth Technology | N            | Koji Nakakita      |
| RS-076 | Jaguar Vulcan             | Taiyou Sentai Sun Vulcan  | Earth Technology | N            | NAKAGAWA           |
| RS-077 | Locomotive Mask           | Himitsu Sentai Goranger   | Dark Alliance    | N            | As'Maria           |
| RS-078 | Dark Knight               | Kagaku Sentai Dynaman     | Dark Alliance    | SR           | K2 Shoukai         |
| RS-079 | Bio Hunter Silva          | Choudenshi Bioman         | Dark Alliance    | R            | Naochika Morishita |
| RS-080 | Hydrar Soldiers           | Dengeki Sentai Changeman  | Dark Alliance    | N            | K2 Shoukai         |
| RS-081 | Tyranno Ranger            | Kyouryuu Sentai Zyuranger | Wild Beast       | R            | Naochika Morishita |
| RS-082 | Tricera Ranger            | Kyouryuu Sentai Zyuranger | Wild Beast       | N            | Naochika Morishita |
| RS-083 | Ptera Ranger              | Kyouryuu Sentai Zyuranger | Wild Beast       | N            | Naochika Morishita |
| RS-084 | VRV Robo                  | Gekisou Sentai Carranger  | Over-Technology  | R            | Hisashi Murakami   |
| RS-085 | Fire Fighter              | Gekisou Sentai Carranger  | Over-Technology  | N            | Hisashi Murakami   |
| RS-086 | Police Fighter            | Gekisou Sentai Carranger  | Over-Technology  | N            | Hisashi Murakami   |
| RS-087 | Dump Fighter              | Gekisou Sentai Carranger  | Over-Technology  | N            | Hisashi Murakami   |
| RS-088 | Dozer Fighter             | Gekisou Sentai Carranger  | Over-Technology  | N            | Hisashi Murakami   |
| RS-089 | Rescue Fighter            | Gekisou Sentai Carranger  | Over-Technology  | N            | Hisashi Murakami   |
| RS-090 | Red Racer                 | Gekisou Sentai Carranger  | Over-Technology  | N            | Hisashi Murakami   |
| RS-091 | GoRed                     | Kyuukyuu Sentai GoGo-V    | Earth Technology | R            | Takeshi Mohri      |
| RS-092 | Dark King Zylpheeza       | Kyuukyuu Sentai GoGo-V    | Dark Alliance    | SR           | Yuichi Maekawa     |
| RS-093 | Infant Demon Drop         | Kyuukyuu Sentai GoGo-V    | Dark Alliance    | N            | PLEX               |
| RS-094 | Dark Dragon Salamandes    | Kyuukyuu Sentai GoGo-V    | Dark Alliance    | N            | kogaratsu          |
| RS-095 | Senpuujin                 | Ninpuu Sentai Hurricanger | Mystic Arms      | N            | funbolt            |
| RS-096 | Hurricane Hawk            | Ninpuu Sentai Hurricanger | Mystic Arms      | N            | funbolt            |
| RS-097 | Hurricane Lion            | Ninpuu Sentai Hurricanger | Mystic Arms      | N            | funbolt            |
| RS-098 | Hurricane Dolphin         | Ninpuu Sentai Hurricanger | Mystic Arms      | N            | funbolt            |
| RS-099 | Hurricane Red             | Ninpuu Sentai Hurricanger | Mystic Arms      | N            | Shin Nagasawa      |
| RS-100 | Hurricane Yellow          | Ninpuu Sentai Hurricanger | Mystic Arms      | N            | Shin Nagasawa      |
| RS-101 | Hurricane Blue            | Ninpuu Sentai Hurricanger | Mystic Arms      | N            | Shin Nagasawa      |
| RS-102 | Fifth Spear Sargain       | Ninpuu Sentai Hurricanger | Dark Alliance    | N            | Sana Takeda        |
| RS-103 | Seventh Spear Sandaru     | Ninpuu Sentai Hurricanger | Dark Alliance    | R            | Shin Nagasawa      |
| RS-104 | AbareYellow               | Bakuryuu Sentai Abaranger | Wild Beast       | N            | K2 Shoukai         |
| RS-105 | DekaBase Crawler          | Tokusou Sentai Dekaranger | Over-Technology  | N            | Nanaro             |
| RS-106 | DekaRed                   | Tokusou Sentai Dekaranger | Over-Technology  | N            | Mitsuhiro Arita    |
| RS-107 | DekaBlue                  | Tokusou Sentai Dekaranger | Over-Technology  | N            | Mitsuhiro Arita    |
| RS-108 | DekaGreen                 | Tokusou Sentai Dekaranger | Over-Technology  | N            | Mitsuhiro Arita    |
| RS-109 | DekaYellow                | Tokusou Sentai Dekaranger | Over-Technology  | N            | Mitsuhiro Arita    |
| RS-110 | DekaPink                  | Tokusou Sentai Dekaranger | Over-Technology  | N            | Mitsuhiro Arita    |
| RS-111 | MagiKing                  | Mahou Sentai Magiranger   | Mystic Arms      | N            | Masaki Hirooka     |
| RS-112 | Wolkaiser                 | Mahou Sentai Magiranger   | Dark Alliance    | R            | Masaki Hirooka     |
| RS-113 | Fire Kaiser               | Mahou Sentai Magiranger   | Mystic Arms      | SR           | Masaki Hirooka     |
| RS-114 | Dark Magic Horse Barikion | Mahou Sentai Magiranger   | Dark Alliance    | N            | Masaki Hirooka     |
| RS-115 | Dark Magic Knight Wolzard | Mahou Sentai Magiranger   | Dark Alliance    | N            | Masaki Hirooka     |
| RS-116 | Mandora Boy               | Mahou Sentai Magiranger   | Mystic Arms      | N            | PLEX               |
| RS-117 | DaiBouken                 | GoGo Sentai Boukenger     | Earth Technology | SR           | F.M.U              |
| RS-118 | GoGo Dump                 | GoGo Sentai Boukenger     | Earth Technology | N            | F.M.U              |
| RS-119 | GoGo Formula              | GoGo Sentai Boukenger     | Earth Technology | N            | F.M.U              |
| RS-120 | GoGo Gyro                 | GoGo Sentai Boukenger     | Earth Technology | N            | F.M.U              |
| RS-121 | GoGo Dozer                | GoGo Sentai Boukenger     | Earth Technology | N            | F.M.U              |
| RS-122 | GoGo Marine               | GoGo Sentai Boukenger     | Earth Technology | N            | F.M.U              |

## Legend 3: "Three Existing Lions"
| No.    | Kaartnaam                     | Serie                     | Categorie        | Zeldzaamheid | Ontwerper          |
| ------ | ----------------------------- | ------------------------- | ---------------- | ------------ | ------------------ |
| RS-123 | Super Dynamite                | Kagaku Sentai Dynaman     | Earth Technology | N            | As'Maria           |
| RS-124 | Super-Electron Radar          | Choudenshi Bioman         | Over-Technology  | N            | As'Maria           |
| RS-125 | Hundred Beast Heart           | Hyakujuu Sentai Gaoranger | Wild Beast       | N            | Joe Yanagi         |
| RS-126 | Aka Ranger                    | Himitsu Sentai Goranger   | Earth Technology | SR           | Kenchi Muraeda     |
| RS-127 | Bio Robo                      | Choudenshi Bioman         | Over-Technology  | SR           | Naochika Morishita |
| RS-128 | Bio Jet 1                     | Choudenshi Bioman         | Over-Technology  | N            | Naochika Morishita |
| RS-129 | Bio Jet 2                     | Choudenshi Bioman         | Over-Technology  | N            | Naochika Morishita |
| RS-130 | Red One                       | Choudenshi Bioman         | Over-Technology  | N            | Naochika Morishita |
| RS-131 | Mezzler                       | Choudenshi Bioman         | Dark Alliance    | N            | K2 Shoukai         |
| RS-132 | Balzion                       | Choudenshi Bioman         | Dark Alliance    | N            | Naochika Morishita |
| RS-133 | Adjutant Buuba                | Dengeki Sentai Changeman  | Dark Alliance    | N            | SHERLOCK           |
| RS-134 | Live Robo                     | Choujuu Sentai Liveman    | Earth Technology | R            | Koji Nakakita      |
| RS-135 | Jet Falcon                    | Choujuu Sentai Liveman    | Earth Technology | N            | Koji Nakakita      |
| RS-136 | Land Lion                     | Choujuu Sentai Liveman    | Earth Technology | N            | Koji Nakakita      |
| RS-137 | Aqua Dolphin                  | Choujuu Sentai Liveman    | Earth Technology | N            | Koji Nakakita      |
| RS-138 | Yellow Lion                   | Choujuu Sentai Liveman    | Earth Technology | N            | Sana Takeda        |
| RS-139 | Blue Dolphin                  | Choujuu Sentai Liveman    | Earth Technology | N            | Sana Takeda        |
| RS-140 | Colon                         | Choujuu Sentai Liveman    | Earth Technology | N            | Masaki Hirooka     |
| RS-141 | String Baron                  | Gosei Sentai Dairanger    | Dark Alliance    | N            | Takashi Kojo       |
| RS-142 | OHranger Robo                 | Chouriki Sentai Ohranger  | Mystic Arms      | SR           | Shishizaru         |
| RS-143 | Sky Phoenix                   | Chouriki Sentai Ohranger  | Mystic Arms      | N            | M Ganzy            |
| RS-144 | Gran Taurus                   | Chouriki Sentai Ohranger  | Mystic Arms      | N            | kogaratsu          |
| RS-145 | Dash Leon                     | Chouriki Sentai Ohranger  | Mystic Arms      | N            | Shishizaru         |
| RS-146 | Dogu Lander                   | Chouriki Sentai Ohranger  | Mystic Arms      | N            | Takeshi Mohri      |
| RS-147 | Moa Loader                    | Chouriki Sentai Ohranger  | Mystic Arms      | N            | Takeshi Mohri      |
| RS-148 | OHRed                         | Chouriki Sentai Ohranger  | Mystic Arms      | N            | Yuichi Maekawa     |
| RS-149 | Yellow Racer                  | Gekisou Sentai Carranger  | Over-Technology  | N            | Hisashi Murakami   |
| RS-150 | Pink Racer                    | Gekisou Sentai Carranger  | Over-Technology  | N            | Hisashi Murakami   |
| RS-151 | GaoKing                       | Hyakujuu Sentai Gaoranger | Wild Beast       | SR           | K2 Shoukai         |
| RS-152 | GaoLion                       | Hyakujuu Sentai Gaoranger | Wild Beast       | R            | hippo              |
| RS-153 | GaoEagle                      | Hyakujuu Sentai Gaoranger | Wild Beast       | N            | hippo              |
| RS-154 | GaoShark                      | Hyakujuu Sentai Gaoranger | Wild Beast       | N            | NAKAGAWA           |
| RS-155 | GaoBison                      | Hyakujuu Sentai Gaoranger | Wild Beast       | N            | M Ganzy            |
| RS-156 | GaoTiger                      | Hyakujuu Sentai Gaoranger | Wild Beast       | N            | kogaratsu          |
| RS-157 | GaoGiraffe                    | Hyakujuu Sentai Gaoranger | Wild Beast       | N            | Sumihito           |
| RS-158 | GaoElephant                   | Hyakujuu Sentai Gaoranger | Wild Beast       | N            | funbolt            |
| RS-159 | GaoKong                       | Hyakujuu Sentai Gaoranger | Wild Beast       | N            | funbolt            |
| RS-160 | GaoRed                        | Hyakujuu Sentai Gaoranger | Wild Beast       | R            | Mitsuhiro Arita    |
| RS-161 | GaoYellow                     | Hyakujuu Sentai Gaoranger | Wild Beast       | N            | Mitsuhiro Arita    |
| RS-162 | GaoBlue                       | Hyakujuu Sentai Gaoranger | Wild Beast       | N            | Mitsuhiro Arita    |
| RS-163 | GaoBlack                      | Hyakujuu Sentai Gaoranger | Wild Beast       | N            | Mitsuhiro Arita    |
| RS-164 | GaoWhite                      | Hyakujuu Sentai Gaoranger | Wild Beast       | N            | Mitsuhiro Arita    |
| RS-165 | Rouki                         | Hyakujuu Sentai Gaoranger | Dark Alliance    | N            | Yuichi Maekawa     |
| RS-166 | Gaingain                      | Ninpuu Sentai Hurricanger | Dark Alliance    | N            | Shin Nagasawa      |
| RS-167 | Blastasaur Pachycero-Knuckles | Bakuryuu Sentai Abaranger | Wild Beast       | N            | K2 Shoukai         |
| RS-168 | Blastasaur Dime-Saw-Don       | Bakuryuu Sentai Abaranger | Wild Beast       | N            | K2 Shoukai         |
| RS-169 | Fan Crusher                   | Tokusou Sentai Dekaranger | Dark Alliance    | N            | Nanaro             |
| RS-170 | Agent Abrella                 | Tokusou Sentai Dekaranger | Dark Alliance    | N            | Yuichi Maekawa     |
| RS-171 | GoGo Drill                    | GoGo Sentai Boukenger     | Earth Technology | N            | F.M.U              |
| RS-172 | GoGo Shovel                   | GoGo Sentai Boukenger     | Earth Technology | N            | NAKAGAWA           |
| RS-173 | GoGo Mixer                    | GoGo Sentai Boukenger     | Earth Technology | N            | F.M.U              |
| RS-174 | GoGo Crane                    | GoGo Sentai Boukenger     | Earth Technology | N            | kogaratsu          |
| RS-175 | GaoKnight                     | Hyakujuu Sentai Gaoranger | Wild Beast       | R            | funbolt            |
| RS-176 | DaiTanken                     | GoGo Sentai Boukenger     | Earth Technology | SR           | F.M.U              |
| RS-177 | GoGo Jet                      | GoGo Sentai Boukenger     | Earth Technology | R            | F.M.U              |
| RS-178 | BoukenSilver                  | GoGo Sentai Boukenger     | Earth Technology | SR           | F.M.U              |
| SR-001 | GaoKing                       | Hyakujuu Sentai Gaoranger | Wild Beast       | SC           | Shishizaru         |

## Legend 4: "Awakening of Four Leaders"
| No.    | Kaartnaam                         | Serie                                                  | Categorie        | Zeldzaamheid | Ontwerper          |
| ------ | --------------------------------- | ------------------------------------------------------ | ---------------- | ------------ | ------------------ |
| RS-179 | Dinosaur Curry                    | Tokusou Sentai Dekaranger VS Bakuryuu Sentai Abaranger | Wild Beast       | N            | Sumihito           |
| RS-180 | Ride Raptor                       | Bakuryuu Sentai Abaranger                              | Wild Beast       | R            | Koji Nakakita      |
| RS-181 | Evil-Crushing Hundred Beast Sword | Hyakujuu Sentai Gaoranger                              | Wild Beast       | N            | As'Maria           |
| RS-182 | Giant Roller                      | Chouriki Sentai Ohranger                               | Mystic Arms      | N            | Hisashi Murakami   |
| RS-183 | Kuroko Robo's Memory-Manipulation | Ninpuu Sentai Hurricanger                              | Mystic Arms      | N            | funbolt            |
| RS-184 | MagiPunch                         | Mahou Sentai Magiranger                                | Mystic Arms      | N            | Koji Nakakita      |
| RS-185 | Car Navick                        | Gekisou Sentai Carranger                               | Over-Technology  | N            | Ryoma Yoshiki      |
| RS-186 | Provider Base                     | Mirai Sentai Timeranger                                | Over-Technology  | N            | Masakazu Fukuda    |
| RS-187 | Gorma Temple                      | Gosei Sentai Dairanger                                 | Dark Alliance    | N            | NAKAGAWA           |
| RS-188 | Acha and Kocha                    | Chouriki Sentai Ohranger                               | Dark Alliance    | N            | Takashi Kojo       |
| RS-189 | Ki Ranger                         | Himitsu Sentai Goranger                                | Earth Technology | N            | Kenchi Muraeda     |
| RS-190 | Mido Ranger                       | Himitsu Sentai Goranger                                | Earth Technology | N            | Kenchi Muraeda     |
| RS-191 | DynaRed                           | Kagaku Sentai Dynaman                                  | Earth Technology | N            | Takeshi Mohri      |
| RS-192 | DynaBlue                          | Kagaku Sentai Dynaman                                  | Earth Technology | N            | Takeshi Mohri      |
| RS-193 | DynaPink                          | Kagaku Sentai Dynaman                                  | Earth Technology | N            | Takeshi Mohri      |
| RS-194 | DynaRobo                          | Kagaku Sentai Dynaman                                  | Earth Technology | R            | F.M.U              |
| RS-195 | DynaMach                          | Kagaku Sentai Dynaman                                  | Earth Technology | N            | Jun Yamaguchi      |
| RS-196 | DynaMobile                        | Kagaku Sentai Dynaman                                  | Earth Technology | N            | Jun Yamaguchi      |
| RS-197 | DynaGarry                         | Kagaku Sentai Dynaman                                  | Earth Technology | N            | Jun Yamaguchi      |
| RS-198 | Emperor Aton                      | Kagaku Sentai Dynaman                                  | Dark Alliance    | NR           |                    |
| RS-199 | Green Two                         | Choudenshi Bioman                                      | Over-Technology  | N            | Naochika Morishita |
| RS-200 | Blue Three                        | Choudenshi Bioman                                      | Over-Technology  | N            | Naochika Morishita |
| RS-201 | Yellow Four                       | Choudenshi Bioman                                      | Over-Technology  | N            | Naochika Morishita |
| RS-202 | Pink Five                         | Choudenshi Bioman                                      | Over-Technology  | N            | Naochika Morishita |
| RS-203 | Great Emperor Ra Deus             | Choushinsei Flashman                                   | Dark Alliance    | R            |                    |
| RS-204 | Red Falcon                        | Choujuu Sentai Liveman                                 | Earth Technology | NR           | Sana Takeda        |
| RS-205 | Ryuu Ranger                       | Gosei Sentai Dairanger                                 | Mystic Arms      | R            | Mitsuhiro Arita    |
| RS-206 | Shishi Ranger                     | Gosei Sentai Dairanger                                 | Mystic Arms      | N            | Mitsuhiro Arita    |
| RS-207 | Tenma Ranger                      | Gosei Sentai Dairanger                                 | Mystic Arms      | N            | Mitsuhiro Arita    |
| RS-208 | Kirin Ranger                      | Gosei Sentai Dairanger                                 | Mystic Arms      | N            | Mitsuhiro Arita    |
| RS-209 | Houou Ranger                      | Gosei Sentai Dairanger                                 | Mystic Arms      | N            | Mitsuhiro Arita    |
| RS-210 | The 16th Generation Gorma         | Gosei Sentai Dairanger                                 | Dark Alliance    | NR           | Sana Takeda        |
| RS-211 | OHBlue                            | Chouriki Sentai Ohranger                               | Mystic Arms      | N            | Yuichi Maekawa     |
| RS-212 | OHGreen                           | Chouriki Sentai Ohranger                               | Mystic Arms      | N            | Yuichi Maekawa     |
| RS-213 | OHYellow                          | Chouriki Sentai Ohranger                               | Mystic Arms      | N            | Yuichi Maekawa     |
| RS-214 | OHPink                            | Chouriki Sentai Ohranger                               | Mystic Arms      | N            | Yuichi Maekawa     |
| RS-215 | Emperor Bacchas Wrath             | Chouriki Sentai Ohranger                               | Dark Alliance    | NR           | Takashi Kojo       |
| RS-216 | Reckless Emperor Exhaus           | Gekisou Sentai Carranger                               | Dark Alliance    | NR           | SHERLOCK           |
| RS-217 | SS Sutatanzo                      | Gekisou Sentai Carranger VS Chouriki Sentai Ohranger   | Dark Alliance    | N            | Hisashi Murakami   |
| RS-218 | TimeRed                           | Mirai Sentai Timeranger                                | Over-Technology  | SR           | Mitsuhiro Arita    |
| RS-219 | TimeBlue                          | Mirai Sentai Timeranger                                | Over-Technology  | N            | Mitsuhiro Arita    |
| RS-220 | TimeGreen                         | Mirai Sentai Timeranger                                | Over-Technology  | N            | Mitsuhiro Arita    |
| RS-221 | TimeYellow                        | Mirai Sentai Timeranger                                | Over-Technology  | N            | Mitsuhiro Arita    |
| RS-222 | TimePink                          | Mirai Sentai Timeranger                                | Over-Technology  | N            | Mitsuhiro Arita    |
| RS-223 | TAK                               | Mirai Sentai Timeranger                                | Over-Technology  | N            | hippo              |
| RS-224 | Tortoise Hammer                   | Ninpuu Sentai Hurricanger                              | Mystic Arms      | N            | NAKAGAWA           |
| RS-225 | Gattling Leo                      | Ninpuu Sentai Hurricanger                              | Mystic Arms      | N            | Takeshi Mohri      |
| RS-226 | KillerOh                          | Bakuryuu Sentai Abaranger                              | Wild Beast       | SR           | K2 Shoukai         |
| RS-227 | Blastasaur Top Galer              | Bakuryuu Sentai Abaranger                              | Wild Beast       | N            | K2 Shoukai         |
| RS-228 | Blastasaur StegoSlidon            | Bakuryuu Sentai Abaranger                              | Wild Beast       | N            | K2 Shoukai         |
| RS-229 | Blastasaur Brachiosaurus          | Bakuryuu Sentai Abaranger                              | Wild Beast       | NR           | K2 Shoukai         |
| RS-230 | AbaRed Abare Mode                 | Bakuryuu Sentai Abaranger                              | Wild Beast       | SR           | K2 Shoukai         |
| RS-231 | AbareBlue Abare Mode              | Bakuryuu Sentai Abaranger                              | Wild Beast       | NR           | K2 Shoukai         |
| RS-232 | AbareYellow Abare Mode            | Bakuryuu Sentai Abaranger                              | Wild Beast       | NR           | K2 Shoukai         |
| RS-233 | AbareBlack                        | Bakuryuu Sentai Abaranger                              | Wild Beast       | R            | K2 Shoukai         |
| RS-234 | AbareKiller                       | Bakuryuu Sentai Abaranger                              | Wild Beast       | R            | K2 Shoukai         |
| RS-235 | DekaBase Robo                     | Tokusou Sentai Dekaranger                              | Over-Technology  | N            | Nanaro             |
| RS-236 | Super DaiBouken                   | GoGo Sentai Boukenger                                  | Earth Technology | SR           | hippo              |
| RS-237 | Siren Builder                     | GoGo Sentai Boukenger                                  | Earth Technology | R            | Shishizaru         |
| RS-238 | GoGo Fighter                      | GoGo Sentai Boukenger                                  | Earth Technology | N            | Joe Yanagi         |
| RS-239 | GoGo Police                       | GoGo Sentai Boukenger                                  | Earth Technology | N            |                    |
| RS-240 | GoGo Aider                        | GoGo Sentai Boukenger                                  | Earth Technology | N            | Masakazu Fukuda    |
| RS-241 | BoukenRed Accel Tector            | GoGo Sentai Boukenger                                  | Earth Technology | SR           | Shishizaru         |
| RS-242 | Creation King Ryuuon              | GoGo Sentai Boukenger                                  | Dark Alliance    | NR           | Sumihito           |
| SR-002 | Accellular                        | GoGo Sentai Boukenger                                  | Earth Technology | SC           | Jun Yamaguchi      |

## Legend 5: "The Five Dragons' Fierce Scales"
| No.    | Kaartnaam                       | Serie                     | Categorie        | Zeldzaamheid |
| ------ | ------------------------------- | ------------------------- | ---------------- | ------------ |
| RS-243 | Zyusouken                       | Kyouryuu Sentai Zyuranger | Wild Beast       | N            |
| RS-244 | Fountain of Life                | Kyouryuu Sentai Zyuranger | Wild Beast       | N            |
| RS-245 | Gao Mane Buster                 | Hyakujuu Sentai Gaoranger | Wild Beast       | N            |
| RS-246 | Chi Power                       | Gosei Sentai Dairanger    | Mystic Arms      | NR           |
| RS-247 | Ninpuu Style Super Ninpou       | Ninpuu Sentai Hurricanger | Mystic Arms      | NR           |
| RS-248 | Prism Power                     | Choushinsei Flashman      | Over-Technology  | NR           |
| RS-249 | V-Commander                     | Mirai Sentai Timeranger   | Over-Technology  | N            |
| RS-250 | Judgement                       | Tokusou Sentai Dekaranger | Over-Technology  | NR           |
| RS-251 | Bun Tar's Special Training      | Tokusou Sentai Dekaranger | Over-Technology  | N            |
| RS-252 | Bi-Motion Buster                | Choujuu Sentai Liveman    | Earth Technology | N            |
| RS-253 | Five Tector                     | Chikyuu Sentai Fiveman    | Earth Technology | NR           |
| RS-254 | Birdonic Wave                   | Choujin Sentai Jetman     | Earth Technology | NR           |
| RS-255 | Enlargement Bomb                | Gosei Sentai Dairanger    | Dark Alliance    | N            |
| RS-256 | The Precepts of Darkness        | Mahou Sentai Magiranger   | Dark Alliance    | R            |
| RS-257 | Baseball Mask                   | Himitsu Sentai Goranger   | Dark Alliance    | NR           |
| RS-258 | Ao Ranger                       | Himitsu Sentai Goranger   | Earth Technology | N            |
| RS-259 | Momo Ranger                     | Himitsu Sentai Goranger   | Earth Technology | N            |
| RS-260 | Bio Dragon                      | Choudenshi Bioman         | Over-Technology  | NR           |
| RS-261 | Mirage Fighters                 | Choudenshi Bioman         | Dark Alliance    | N            |
| RS-262 | Flash King                      | Choushinsei Flashman      | Over-Technology  | SR           |
| RS-263 | Tank Command                    | Choushinsei Flashman      | Over-Technology  | N            |
| RS-264 | Jet Delta                       | Choushinsei Flashman      | Over-Technology  | N            |
| RS-265 | Jet Seeker                      | Choushinsei Flashman      | Over-Technology  | N            |
| RS-266 | Red Flash                       | Choushinsei Flashman      | Over-Technology  | N            |
| RS-267 | Blue Flash                      | Choushinsei Flashman      | Over-Technology  | N            |
| RS-268 | Green Flash                     | Choushinsei Flashman      | Over-Technology  | N            |
| RS-269 | Yellow Flash                    | Choushinsei Flashman      | Over-Technology  | N            |
| RS-270 | Pink Flash                      | Choushinsei Flashman      | Over-Technology  | N            |
| RS-271 | Mag                             | Choushinsei Flashman      | Over-Technology  | NR           |
| RS-272 | Five Red                        | Chikyuu Sentai Fiveman    | Earth Technology | NR           |
| RS-273 | Five Blue                       | Chikyuu Sentai Fiveman    | Earth Technology | N            |
| RS-274 | Five Black                      | Chikyuu Sentai Fiveman    | Earth Technology | N            |
| RS-275 | Five Pink                       | Chikyuu Sentai Fiveman    | Earth Technology | N            |
| RS-276 | Five Yellow                     | Chikyuu Sentai Fiveman    | Earth Technology | N            |
| RS-277 | Captain Garoa                   | Chikyuu Sentai Fiveman    | Dark Alliance    | N            |
| RS-278 | Black Bison                     | Choujuu Sentai Liveman    | Earth Technology | N            |
| RS-279 | Green Sai                       | Choujuu Sentai Liveman    | Earth Technology | N            |
| RS-280 | Red Hawk                        | Choujin Sentai Jetman     | Earth Technology | R            |
| RS-281 | Black Condor                    | Choujin Sentai Jetman     | Earth Technology | R            |
| RS-282 | Yellow Owl                      | Choujin Sentai Jetman     | Earth Technology | N            |
| RS-283 | Blue Swallow                    | Choujin Sentai Jetman     | Earth Technology | N            |
| RS-284 | White Swan                      | Choujin Sentai Jetman     | Earth Technology | N            |
| RS-285 | Fighter Jigen                   | Choujin Sentai Jetman     | Dark Alliance    | N            |
| RS-286 | Daizyujin                       | Kyouryuu Sentai Zyuranger | Wild Beast       | NR           |
| RS-287 | Gouryuujin                      | Kyouryuu Sentai Zyuranger | Wild Beast       | SR           |
| RS-288 | Protection Beast Dragon Caesar  | Kyouryuu Sentai Zyuranger | Wild Beast       | R            |
| RS-289 | Dragon Ranger                   | Kyouryuu Sentai Zyuranger | Wild Beast       | SR           |
| RS-290 | Legendary Chi Warrior Ryuuseioh | Gosei Sentai Dairanger    | Mystic Arms      | SR           |
| RS-291 | Legendary Chi Beast Ryuuseioh   | Gosei Sentai Dairanger    | Mystic Arms      | NR           |
| RS-292 | Legendary Chi Warrior Won Tiger | Gosei Sentai Dairanger    | Mystic Arms      | SR           |
| RS-293 | Legendary Chi Beast Won Tiger   | Gosei Sentai Dairanger    | Mystic Arms      | NR           |
| RS-294 | Kiba Ranger                     | Gosei Sentai Dairanger    | Mystic Arms      | SR           |
| RS-295 | Magnet Priest                   | Gosei Sentai Dairanger    | Dark Alliance    | N            |
| RS-296 | Baracticas                      | Chouriki Sentai Ohranger  | Dark Alliance    | N            |
| RS-297 | Takonpas                        | Chouriki Sentai Ohranger  | Dark Alliance    | N            |
| RS-298 | Barlo Soldiers                  | Chouriki Sentai Ohranger  | Dark Alliance    | N            |
| RS-299 | VRV Master                      | Gekisou Sentai Carranger  | Over-Technology  | R            |
| RS-300 | Wumpers                         | Gekisou Sentai Carranger  | Dark Alliance    | N            |
| RS-301 | V-Rex Robo                      | Mirai Sentai Timeranger   | Over-Technology  | SR           |
| RS-302 | V-Rex                           | Mirai Sentai Timeranger   | Over-Technology  | N            |
| RS-303 | TimeFire                        | Mirai Sentai Timeranger   | Over-Technology  | R            |
| RS-304 | City Guardians Squad            | Mirai Sentai Timeranger   | Over-Technology  | N            |
| RS-305 | GaoPanda                        | Hyakujuu Sentai Gaoranger | Wild Beast       | N            |
| RS-306 | Hurricane Red                   | Ninpuu Sentai Hurricanger | Mystic Arms      | N            |
| RS-307 | Hurricane Yellow                | Ninpuu Sentai Hurricanger | Mystic Arms      | N            |
| RS-308 | Hurricane Blue                  | Ninpuu Sentai Hurricanger | Mystic Arms      | N            |
| RS-309 | Gouraijin                       | Ninpuu Sentai Hurricanger | Mystic Arms      | SR           |
| RS-310 | Gourai Beetle                   | Ninpuu Sentai Hurricanger | Mystic Arms      | N            |
| RS-311 | Gourai Stag                     | Ninpuu Sentai Hurricanger | Mystic Arms      | N            |
| RS-312 | Kabuto Raijer                   | Ninpuu Sentai Hurricanger | Mystic Arms      | R            |
| RS-313 | Kuwaga Raijer                   | Ninpuu Sentai Hurricanger | Mystic Arms      | R            |
| RS-314 | Magerappas                      | Ninpuu Sentai Hurricanger | Dark Alliance    | N            |
| RS-315 | Bakurenoh                       | Bakuryuu Sentai Abaranger | Dark Alliance    | R            |
| RS-316 | Blastasaur Carnoryutus          | Bakuryuu Sentai Abaranger | Dark Alliance    | N            |
| RS-317 | Blastasaur Chasmoshieldon       | Bakuryuu Sentai Abaranger | Dark Alliance    | N            |
| RS-318 | Doggy Kruger                    | Tokusou Sentai Dekaranger | Over-Technology  | NR           |
| RS-319 | DekaMaster                      | Tokusou Sentai Dekaranger | Over-Technology  | SR           |
| RS-320 | DekaSwan                        | Tokusou Sentai Dekaranger | Over-Technology  | R            |
| RS-321 | Anaroids                        | Tokusou Sentai Dekaranger | Dark Alliance    | N            |
| RS-322 | Ben G                           | Tokusou Sentai Dekaranger | Dark Alliance    | N            |
| RS-323 | MagiGreen Muscle                | Mahou Sentai Magiranger   | Mystic Arms      | N            |
| RS-324 | MagiMother                      | Mahou Sentai Magiranger   | Mystic Arms      | R            |
| RS-325 | Heavenly Hero MagiShine         | Mahou Sentai Magiranger   | Mystic Arms      | SR           |
| RS-326 | Magical Cat Smoky               | Mahou Sentai Magiranger   | Mystic Arms      | N            |
| RS-327 | Sky Saint Blajiel               | Mahou Sentai Magiranger   | Mystic Arms      | R            |
| RS-328 | Magical Iron God Travelion      | Mahou Sentai Magiranger   | Mystic Arms      | R            |
| RS-329 | Travelion Express               | Mahou Sentai Magiranger   | Mystic Arms      | NR           |
| RS-330 | MagiLegend                      | Mahou Sentai Magiranger   | Mystic Arms      | SR           |
| RS-331 | MagiFirebird                    | Mahou Sentai Magiranger   | Mystic Arms      | NR           |
| RS-332 | MagiLion                        | Mahou Sentai Magiranger   | Mystic Arms      | NR           |
| RS-333 | Legend MagiRed                  | Mahou Sentai Magiranger   | Mystic Arms      | NR           |
| RS-334 | Legend MagiYellow               | Mahou Sentai Magiranger   | Mystic Arms      | NR           |
| RS-335 | Legend MagiBlue                 | Mahou Sentai Magiranger   | Mystic Arms      | NR           |
| RS-336 | Legend MagiPink                 | Mahou Sentai Magiranger   | Mystic Arms      | NR           |
| RS-337 | Legend MagiGreen                | Mahou Sentai Magiranger   | Mystic Arms      | NR           |
| RS-338 | Jaryuu Soldiers                 | GoGo Sentai Boukenger     | Dark Alliance    | N            |
| RS-339 | Yami no Yaiba                   | GoGo Sentai Boukenger     | Dark Alliance    | NR           |
| RS-340 | GekiRed                         | Juuken Sentai Gekiranger  | Wild Beast       | R            |
| RS-341 | GekiBlue                        | Juuken Sentai Gekiranger  | Wild Beast       | N            |
| RS-342 | GekiYellow                      | Juuken Sentai Gekiranger  | Wild Beast       | N            |
| RS-343 | GekiRed                         | Juuken Sentai Gekiranger  | Wild Beast       | SR           |
| RS-344 | Heavenly Hero Wolzard Fire      | Mahou Sentai Magiranger   | Mystic Arms      | SR           |
| RS-345 | DekaRed SWAT                    | Tokusou Sentai Dekaranger | Over-Technology  | SR           |
| RS-346 | Battle Fever Robo               | Battle Fever J            | Earth Technology | SR           |
| RS-347 | Super Formation                 | GoGo Sentai Boukenger     | Earth Technology | N            |
| SR-003 | Armed Tyranno Ranger            | Kyouryuu Sentai Zyuranger | Wild Beast       | SC           |

## The Masked Rider Expansion Vol. 1
| No.    | Kaartnaam                       | Serie                      | Categorie        | Zeldzaamheid |
| ------ | ------------------------------- | -------------------------- | ---------------- | ------------ |
| RK-001 | Remodeled Human                 | Kamen Rider                | Earth Technology | R            |
| RK-002 | V3 Hopper                       | Kamen Rider V3             | Earth Technology | R            |
| RK-003 | Kaizorg                         | Kamen Rider X              | Earth Technology | R            |
| RK-004 | Gigi Bracelet                   | Kamen Rider Amazon         | Wild Beast       | R            |
| RK-005 | Super Electronic Dynamo         | Kamen Rider Stronger       | Earth Technology | R            |
| RK-006 | Sailing Jump                    | Kamen Rider (New)          | Earth Technology | R            |
| RK-007 | Maintenance                     | Kamen Rider Super-1        | Earth Technology | R            |
| RK-008 | Mechanic Ninja                  | Kamen Rider ZX             | Earth Technology | R            |
| RK-009 | The Two Century Kings           | Kamen Rider Black          | Mystic Arms      | R            |
| RK-010 | Hybrid Energy                   | Kamen Rider Black RX       | Mystic Arms      | R            |
| RK-011 | The Third Eye                   | Shin: Kamen Rider Prologue | Earth Technology | R            |
| RK-012 | Large Musical Box Clock         | Kamen Rider ZO             | Earth Technology | R            |
| RK-013 | J Power                         | Kamen Rider J              | Mystic Arms      | R            |
| RK-014 | A United Front                  | Kamen Rider Kuuga          | Mystic Arms      | R            |
| RK-015 | Mankind's Evolution             | Kamen Rider Agito          | Mystic Arms      | R            |
| RK-016 | Mirror World                    | Kamen Rider Ryuki          | Wild Beast       | R            |
| RK-017 | Mission Memory                  | Kamen Rider 555            | Earth Technology | R            |
| RK-018 | Rouze Card                      | Kamen Rider Blade          | Wild Beast       | R            |
| RK-019 | Sound Attack                    | Kamen Rider Hibiki         | Mystic Arms      | R            |
| RK-020 | Double Rider Kick               | Kamen Rider The First      | Earth Technology | R            |
| RK-021 | Clock Up                        | Kamen Rider Kabuto         | Over Technology  | R            |
| RK-022 | Rider Pass                      | Kamen Rider Den-O          | Over Technology  | R            |
| RK-023 | Kamen Rider 1                   | Kamen Rider                | Earth Technology | SR           |
| RK-024 | Cyclon                          | Kamen Rider                | Earth Technology | N            |
| RK-025 | Electro-Magnetic Man Tackle     | Kamen Rider Stronger       | Earth Technology | N            |
| RK-026 | Ganganjii                       | Kamen Rider (New)          | Earth Technology | N            |
| RK-027 | Kamen Rider Black               | Kamen Rider Black          | Mystic Arms      | SR           |
| RK-028 | Battle Hopper                   | Kamen Rider Black          | Mystic Arms      | N            |
| RK-029 | Kamen Rider Kuuga Mighty Form   | Kamen Rider Kuuga          | Mystic Arms      | SR           |
| RK-030 | Try Chaser                      | Kamen Rider Kuuga          | Earth Technology | N            |
| RK-031 | Kamen Rider G3 Mild             | Kamen Rider Agito          | Earth Technology | N            |
| RK-032 | Another Agito                   | Kamen Rider Agito          | Mystic Arms      | SR           |
| RK-033 | Kamen Rider Ryuki               | Kamen Rider Ryuki          | Wild Beast       | SR           |
| RK-034 | Dragreder                       | Kamen Rider Ryuki          | Wild Beast       | N            |
| RK-035 | Darkwing                        | Kamen Rider Ryuki          | Wild Beast       | N            |
| RK-036 | Kamen Rider Raia                | Kamen Rider Ryuki          | Wild Beast       | N            |
| RK-037 | Evildiver                       | Kamen Rider Ryuki          | Wild Beast       | N            |
| RK-038 | Kamen Rider Gai                 | Kamen Rider Ryuki          | Wild Beast       | N            |
| RK-039 | Metalgelas                      | Kamen Rider Ryuki          | Wild Beast       | N            |
| RK-040 | Venosnaker                      | Kamen Rider Ryuki          | Wild Beast       | N            |
| RK-041 | Genocider                       | Kamen Rider Ryuki          | Wild Beast       | N            |
| RK-042 | Blanwing                        | Kamen Rider Ryuki          | Wild Beast       | N            |
| RK-043 | Ride Shooter                    | Kamen Rider Ryuki          | Wild Beast       | N            |
| RK-044 | Riotrooper                      | Kamen Rider 555            | Earth Technology | N            |
| RK-045 | Autovajin Vehicle Mode          | Kamen Rider 555            | Earth Technology | N            |
| RK-046 | Autovajin Battle Mode           | Kamen Rider 555            | Earth Technology | N            |
| RK-047 | Todoroki                        | Kamen Rider Hibiki         | Mystic Arms      | N            |
| RK-048 | Zanki                           | Kamen Rider Hibiki         | Mystic Arms      | N            |
| RK-049 | Shouki                          | Kamen Rider Hibiki         | Mystic Arms      | N            |
| RK-050 | Sabaki                          | Kamen Rider Hibiki         | Mystic Arms      | N            |
| RK-051 | Eiki                            | Kamen Rider Hibiki         | Mystic Arms      | N            |
| RK-052 | Danki                           | Kamen Rider Hibiki         | Mystic Arms      | N            |
| RK-053 | Kamen Rider Gattack Masked Form | Kamen Rider Kabuto         | Over Technology  | N            |
| RK-054 | Kamen Rider Gattack Rider Form  | Kamen Rider Kabuto         | Over Technology  | SR           |
| RK-055 | Kamen Rider Punch Hopper        | Kamen Rider Kabuto         | Over Technology  | N            |
| RK-056 | Kamen Rider TheBee Masked Form  | Kamen Rider Kabuto         | Over Technology  | N            |
| RK-057 | Kamen Rider TheBee Rider Form   | Kamen Rider Kabuto         | Over Technology  | N            |
| RK-058 | Machine Zectron                 | Kamen Rider Kabuto         | Over Technology  | N            |
| RK-059 | Zectrooper                      | Kamen Rider Kabuto         | Over Technology  | N            |
| RK-060 | Denliner Hell Fire              | Kamen Rider Den-O          | Over Technology  | N            |
| RK-061 | Kamen Rider Den-O Rod Form      | Kamen Rider Den-O          | Over Technology  | N            |
| RK-062 | Kamen Rider Den-O Axe Form      | Kamen Rider Den-O          | Over Technology  | N            |
| RK-063 | Kamen Rider Ryuki               | Kamen Rider Ryuki          | Wild Beast       | SR           |
| RK-064 | Kamen Rider Faiz                | Kamen Rider 555            | Earth Technology | SR           |
| RK-065 | Kamen Rider Kabuto Rider Form   | Kamen Rider Kabuto         | Over Technology  | SR           |
| RK-066 | Kamen Rider Den-O Sword Form    | Kamen Rider Den-O          | Over Technology  | SR           |
| RK-067 | Kamen Rider Knight              | Kamen Rider Ryuki          | Wild Beast       | R            |
| RK-068 | Kamen Rider Ouja                | Kamen Rider Ryuki          | Wild Beast       | R            |
| RK-069 | Kamen Rider Femme               | Kamen Rider Ryuki          | Wild Beast       | R            |
| RK-070 | Kamen Rider Kabuto Masked Form  | Kamen Rider Kabuto         | Over Technology  | R            |
| RK-071 | Kamen Rider Kick Hopper         | Kamen Rider Kabuto         | Over Technology  | R            |
| RK-072 | Kamen Rider Den-O Gun Form      | Kamen Rider Den-O          | Over Technology  | R            |
| RK-073 | Kamen Rider 2                   | Kamen Rider                | Earth Technology | R            |
| RK-074 | Riderman                        | Kamen Rider V3             | Earth Technology | R            |
| RK-075 | Mirror World                    | Kamen Rider Ryuki          | Wild Beast       | N            |
| RK-076 | Mission Memory                  | Kamen Rider 555            | Earth Technology | N            |
| RK-077 | Rouze Card                      | Kamen Rider Blade          | Wild Beast       | N            |
| RK-078 | Clock Up                        | Kamen Rider Kabuto         | Over Technology  | N            |
| SK-001 | Shadow Moon                     | Kamen Rider Black          | Dark Alliance    | SC           |

## Promo Cards
| No.    | Kaartnaam             | Serie                     | Categorie        | Ontwerper          |
| ------ | --------------------- | ------------------------- | ---------------- | ------------------ |
| PR-001 | BoukenRed             | GoGo Sentai Boukenger     | Earth Technology | Koji Nakakita      |
| PR-002 | DaiBouken             | GoGo Sentai Boukenger     | Earth Technology | Toshiaki Takayama  |
| PR-003 | Adventure             | GoGo Sentai Boukenger     | Earth Technology | Tsuyoshi Noguchi   |
| PR-004 | Vul Eagle             | Taiyou Sentai Sun Vulcan  | Earth Technology | Takeshi Mohri      |
| PR-005 | Dekaranger Robo       | Tokusou Sentai Dekaranger | Over-Technology  | PLEX               |
| PR-006 | DekaRed               | Tokusou Sentai Dekaranger | Over-Technology  | PLEX               |
| PR-007 | Aka Ranger            | Himitsu Sentai Goranger   | Earth Technology | funbolt            |
| PR-008 | Bio Hunter Silva      | Choudenshi Bioman         | Dark Alliance    | Hisashi Murakami   |
| PR-009 | Sun Vulcan Robo       | Taiyou Sentai Sun Vulcan  | Earth Technology | PLEX               |
| PR-010 | Goranger Storm        | Himitsu Sentai Goranger   | Earth Technology | Naochika Morishita |
| PR-011 | BoukenRed             | GoGo Sentai Boukenger     | Earth Technology | Naochika Morishita |
| PR-012 | Hidden Style Ninjutsu | Ninja Sentai Kakuranger   | Mystic Arms      | Masakazu Fukuda    |
| PR-013 | Super DaiBouken       | GoGo Sentai Boukenger     | Earth Technology | funbolt            |
| PR-014 | Dark Knight           | Kagaku Sentai Dynaman     | Dark Alliance    | hippo              |
| PR-015 | Bio Robo              | Choudenshi Bioman         | Over-Technology  | Hisashi Murakami   |